# Amerila puella
Amerila puella är en fjärilsart som beskrevs av Fabricius 1794. Amerila puella ingår i släktet Amerila och familjen björnspinnare. Inga underarter finns listade i Catalogue of Life.